# PrywatBank
PrivatBank (ukr. ПАТ ПриватБанк – PAT PrywatBank) – największy bank komercyjny na Ukrainie. W listopadzie 2016 r. jego aktywa były wyceniane na 271 mld UAH. Bank obsługiwał ponad 50% osób fizycznych państwa. Miał również największą sieć bankomatów i terminali płatniczych.
Według stanu na 31 marca 2016 49,98% akcji banku należało do Ihora Kołomojskiego, 41,58% do Hennadija Boholubowa.
W dniu 18 grudnia 2016, w obliczu niewypłacalności banku, rząd podjął decyzję o jego nacjonalizacji. Dzień później za symboliczną 1 UAH Ministerstwo Finansów Ukrainy przejęło Prywatbank. Nowym prezesem został Ołeksandr Szłapak.

## Zdjęcie

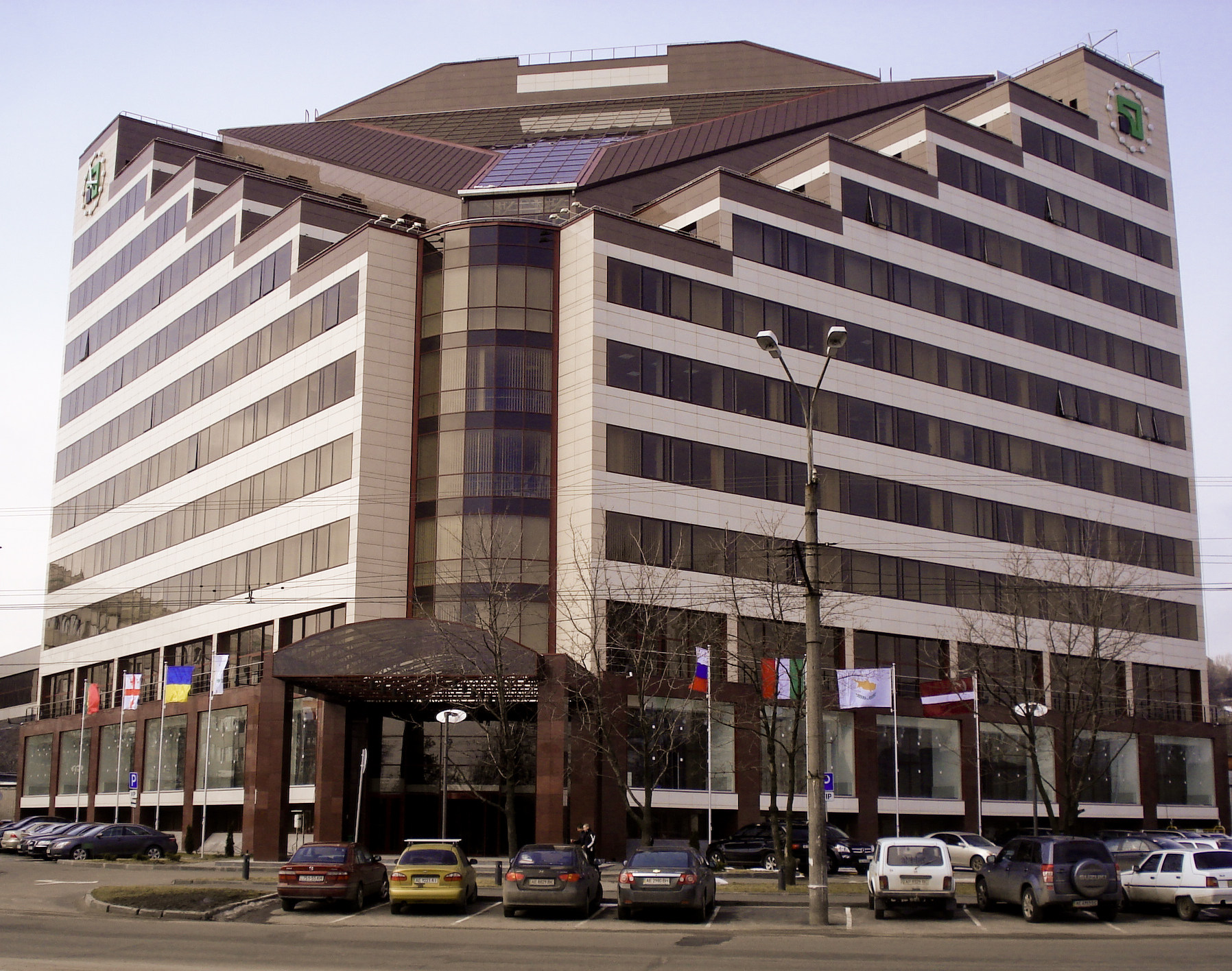
Główna siedziba banku w Dnieprze
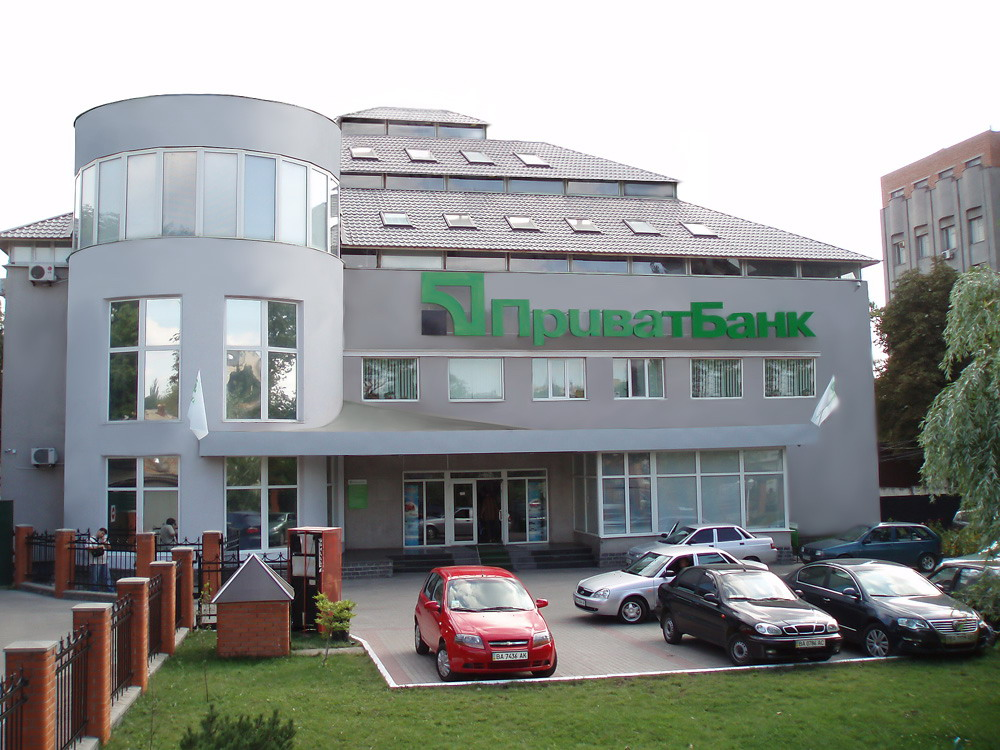
PrivatBank w Kropywnyckim
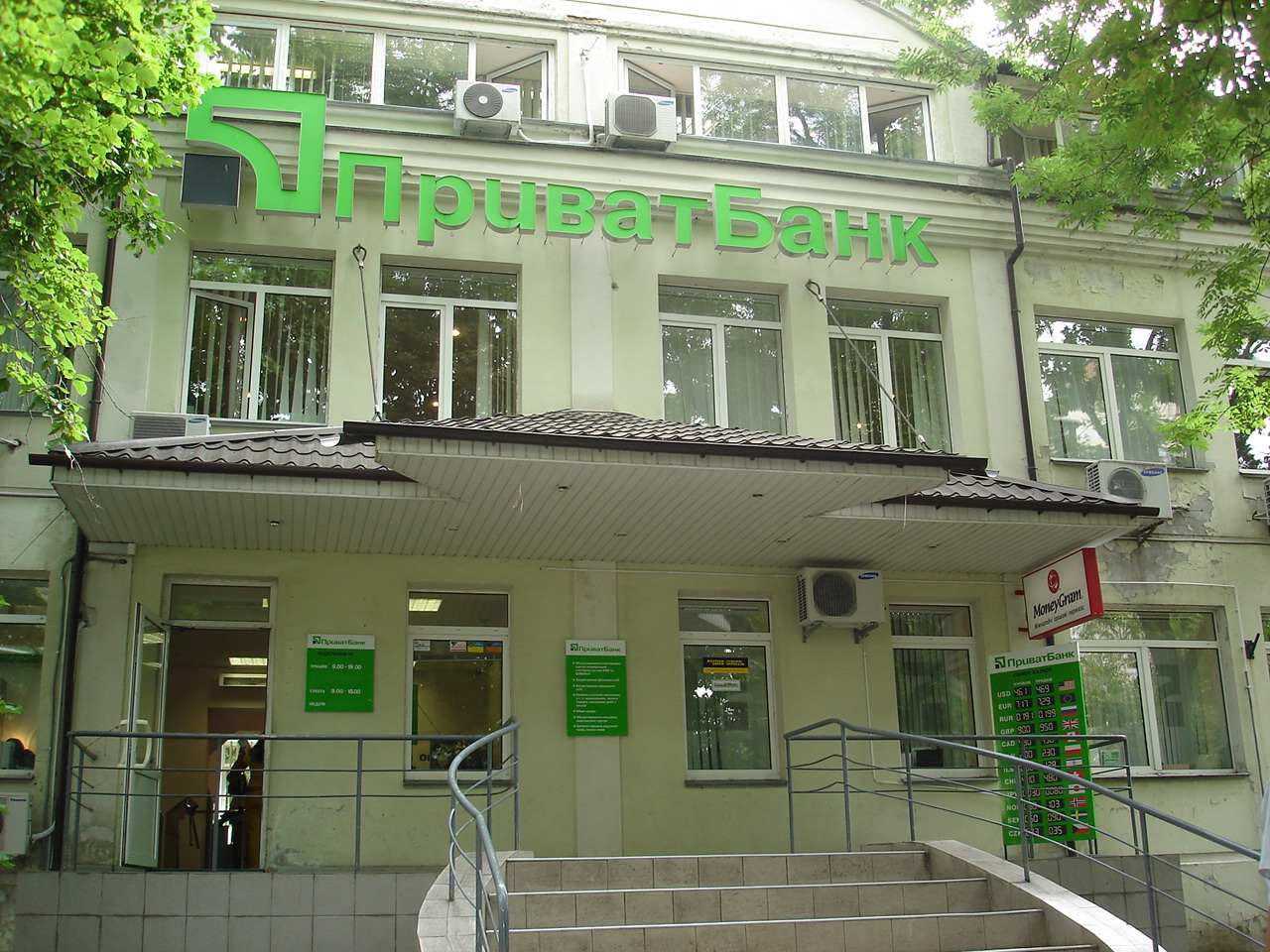
PrivatBank w Kijowie